# Lacanau
Lacanau (en occitano La Canau) es una comuna francesa, situada en el departamento de la Gironda, en la región de Nueva Aquitania en el suroeste de Francia. El centro balneario de Lacanau-Océan se encuentra a 10 kilómetros a orillas del Océano Atlántico (playas vigiladas) en la Costa de Plata. Limita al norte con Carcans , al este con Sainte-Hélène al sur con Le Porge y al oeste con el océano Atlántico .

## Demografía
| 1845 | 1846 | 2038 | 1961 | 2405 | 3142 |
| Para los censos de 1962 a 1999 la población legal corresponde a la población sin duplicidades (Fuente: INSEE [Consultar]) |      |      |      |      |      |